# Merionoeda phoebe
Merionoeda phoebe là một loài bọ cánh cứng trong họ Cerambycidae.